# 陳文顧
陳文顧（1963年4月1日—），中華民國政治人物，金門縣金湖鎮第12－13屆鎮長。

## 生平
1963年金門縣出生，金門縣立金湖國民中學、空軍機械學校常士班91期畢業，在軍中服役12年後以士官長身份退伍；之後再進修國立空中大學。
歷任金門塔后社區、宗親會、金湖國小、金湖國中家長會總幹事、金湖國小校友會理事長、金門縣村里長聯誼會第9、11屆總會長、擁有20年的里長資歷，榮獲金湖國小及金湖國中傑出校友，以及內政部全國模範里長及退輔會全國榮民楷模之殊榮。
陳文顧於2018年11月24日地方公職人員選舉投票開票日獲得6894票當選金湖鎮鎮長，於2022年再次參選以7318票當選連任金湖鎮鎮長。
2024年八一四空軍節金門縣空軍後備協會第5屆理監事擔任常務理事。

## 選舉紀錄
| 年度 | 選舉屆數                                       | 選舉區       | 所屬政黨   | 得票數 | 得票率 | 當選標記 | 備註 |
| ---- | ---------------------------------------------- | ------------ | ---------- | ------ | ------ | -------- | ---- |
| 2022 | 2022年中華民國鄉鎮市區長選舉選舉區投票結果列表 | 金門縣金湖鎮 | 中國國民黨 | 7,318  | 69.85% |          |      |
| 2018 | 2018年中華民國鄉鎮市區長選舉選舉區投票結果列表 | 金門縣金湖鎮 | 無黨籍     | 6,894  | 64.83% |          |      |

## 榮譽
- 金湖國小傑出校友      (2012年)
- 金湖國中傑出校友  (2015年)
- 內政部全國模範里長  (2018年)
- 退輔會全國榮民楷模      (2020年)

## 外部連結
- 陳文顧的Facebook專頁